# Craspedometopon ussuricum
Craspedometopon ussuricum är en tvåvingeart som beskrevs av Nina Krivosheina 1973. Craspedometopon ussuricum ingår i släktet Craspedometopon och familjen vapenflugor. Inga underarter finns listade i Catalogue of Life.